# ぴんころ

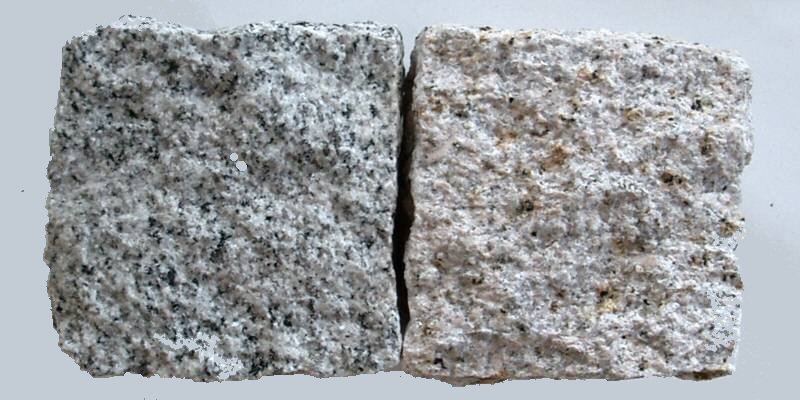
白と錆（10cm角）

ぴんころは、舗装に用いられる石材の種類である。別名、小舗石(しょうほせき)と言う。

## 概要
基本的に斜路の舗装に用いられる。
普通、10cm角程度の立方体の、粗い表面の花崗岩（御影石）である。
石表面の粗さ、石の小ささ（石と目地の間には段差ができる）などが斜路の滑りやすさを防ぐ。また、石の厚さが十分有り、1つの石の接地面積が小さいため自動車などの重量物にも耐えられる。
青海波（せいがいは）の形式で敷き並べることが多く、日本では伝統的な手法であるが、西洋でも古くから採用されている。
斜面に限らず平坦な広場・道路にも用いられることがある。